# أليخاندرو كولون
أليخاندرو كولون هو لاعب كرة قدم إكوادوري، ولد في 17 نوفمبر 1986 في كيتو في الإكوادور. لعب مع برشلونة جواياكويل وسوسيداد ديبورتيفو كيتو ونادي باتشوكا.

## وصلات خارجية
- أليخاندرو كولون على موقع قاعدة بيانات كرة القدم.إي يو (الإنجليزية)
- أليخاندرو كولون على موقع Soccerway.com (الإنجليزية)
- أليخاندرو كولون على موقع AS.com (الإسبانية)